# محافظة البيضاء (السعودية)
محافظة البيضاء هي إحدى محافظات المنطقة الشرقية بالمملكة العربية السعودية، اُستحدثت في شهر أبريل سنة 2022، وحدودها وفقاً للمركز الوطني للوثائق والمحفوظات في الدليل الموحد لترميز المناطق والمحافظات والمراكز الإدارية، يبدأ من بعد طريق الرياض جنوباً حتى محافظة بقيق غربا، ومحافظة الجبيل شمالاً، وطريق أبو حدرية شرقاً، فئة المحافظة ب. بعض أحياء مدينة الدمام أصبحت جزءاً من محافظة البيضاء، وأصبح مطار الملك فهد الدولي أهم معالمها. تقع في حاضرة الدمام وتقدر مساحتها بحوالي 1277 كيلومتر مربع.

## أحياؤها
بعض أحياء محافظة البيضاء مجتزأة من مدينة الدمام، وفي المحافظة 13 مخططاً سكنياً، مساحتهن 771 كم، و17 مخططاً تجارياً، مساحتهن 55 كم، و6 مخططات للخدمات والمرافق، مساحتهن 2.6 كم، ومخطط صناعي ومستودعات، و20 مخططاً لمنطقة أعمال وتجارة، مساحتهن أكثر من 4.6 كم، وتشتمل المحافظة على الأحياء التالية التي كانت جزءاً من مدينة الدمام:
- حي ضاحية الملك فهد
- حي الأمانة
- حي الأنوار
- حي الشروق
- حي الفرسان
- حي المطار
- حي الهضبة
- حي المها
- حي الإسكان الشمالي
- حي العروبة الشمالي